# 日産ディーゼル・スペースランナーJP
スペースランナーJP（SPACERUNNER JP）は、日産ディーゼル工業（現「UDトラックス」）が平成22年まで製造・販売していた普通型路線用バスである。

## シリーズの概要
1992年、在来からの中型車JM系のシャーシ（車台）及びボディを延長し、日本初の中型断面10.5m級ボディを持つ路線型低床バスとして誕生した。当初はベースモデルの関係からボディメーカーは西日本車体工業（西工）のみとされ、床構造はワンステップタイプであった。
1994年に型式認定・量産化された後、1999年には空気バネ（エアサス）仕様ワンステップ車とノンステップ車（エアサスのみ、改造扱い）が追加設定され、都市路線向け低床バスの新たな標準モデルとしての地位を確立したU-JP211NTNからは、日産ディーゼルの標準車体の18型E（8E）も発売開始された。その設計思想は国内他社の車両開発にも大きな影響を与え、後に日野HR系・三菱ふそうMK系からも10.5mボディのノンステップ車を生み出させるまでに至っている。
2004年のモデルチェンジでリーフサス車の生産は打ち切られ、エアサス車のPK-JP360NAN型1型式（ノンステップ／ワンステップ）のみになった。その翌年には路線仕様車のブランド統一に伴い、スペースランナーJPの愛称が与えられている。
新短期規制車（PK-）は日野自動車からエンジンの供給を受けていたほか、三菱ふそうトラック・バスと日産ディーゼル工業の業務提携開始に伴い、新長期規制車（PDG-）からは三菱ふそうのエンジンを搭載し、また三菱ふそうへ完成車がOEM供給される。

## シリーズの変遷

### U-JM210GTN改
1992年10月25日に行われた西日本鉄道（西鉄）北九州線砂津～黒崎駅前間の廃止に際し、西鉄ではその路線代替として、乗り降りのしやすいバス車両を導入することとなった。当時、一部自治体が導入していた大型路線バスベースのワンステップ車は特注仕様で価格が高かったため、低床で且つ一度に多くの客を乗せることのできる、廉価な車両として生み出されたものである。
この車両は日産ディーゼル（当時）、西鉄、西鉄の子会社でバス車体メーカーである西工の3社が共同開発したもので、9m級・西工ボディの中型車U-JM210GTN型をベースに設計･開発された。
中型車が改造ベースに選ばれたのは、床面がもともと大型車に比べて低いというその構造によるが、中型シャーシの延長改造はメーカーとしても初の試みであり、西工側からの設計方針が明示された時点では、その要望に難色を示す技術者も少なくなかったという。
同型のシャーシを前後2つに切り離し、中間に延長部を挟み込んで再接合することにより全長を10.5m（ホイールベースは5.58m）に拡大。車体はベース車の長さを延長した形なのだが、この型式の車では乗客用の非常口が右側面中央部に設置されている点が外観上の特徴といえる。
足回りは、同時期に開発された車軸下抱き式のリーフサスである。これにより、地上から床面までの高さを58cmに短縮し、ワンステップ・低床化を実現している。また同時に車軸が若干長くなっている。
エンジンは、RM/JM系用のFE6型にターボを付けたFE6T型（205PS）である。
この車両の導入にあたっては、京王帝都電鉄(現在の京王電鉄バス)が西鉄向けに納入されるJMに目を付け、西鉄に打診して納車前の20台を借りて実際に東京都内の路線で試験運行し、低床車であるために干渉する道路については自治体が改修工事を行ったといわれている。

### U-JP211NTN
JM改造型は、都市路線向け超低床車として量産されることになり、1994年2月に専用シャーシを与えられて正式に型式認定を受けた。これを機にJPという新たなシリーズネームが付与されている。
床面高さは53cmで、この値が国内競合他社も含め、その後のワンステップバスの標準的な床高となる。また、乗客用非常口は一般的な位置である右側後部に移されている。
西工ボディでは日デオリジナルボディ（スペースランナーボディ）での納入例が多かったが、西鉄では1994年秋、前面デザインを西工B型と同様にしたJPが約40台納入された。
1994年2月の量産化発売に際し、富士重工業製18型E（8E）ボディを架装した車両も設定された。この型の最初の納入事業者は、東北地方の秋田市交通局であった（現在は秋田中央交通で運行中）。納入の際には積雪が懸念されたが、秋田市内は旧城下町のため道幅が狭く、この型のバスの運行路線が限られること、市内の当該区域は除雪が行き届いているという理由で導入に至った。
1995年より京王帝都電鉄（現：京王電鉄バス）が大量導入、京王グループの西東京バスでも採用された。京王では西工・富士の2社のボディで導入され、西工の関東進出への契機ともなった。
多くが逆T字窓仕様で製造されたが、西東京バスなど一部事業者へはサッシ窓仕様で納入された。
2007年頃から、大都市圏で運行されていた当該車両の地方事業者への移籍が始まり、ツーステップバスが多い地域のバスのバリアフリー化に貢献している。

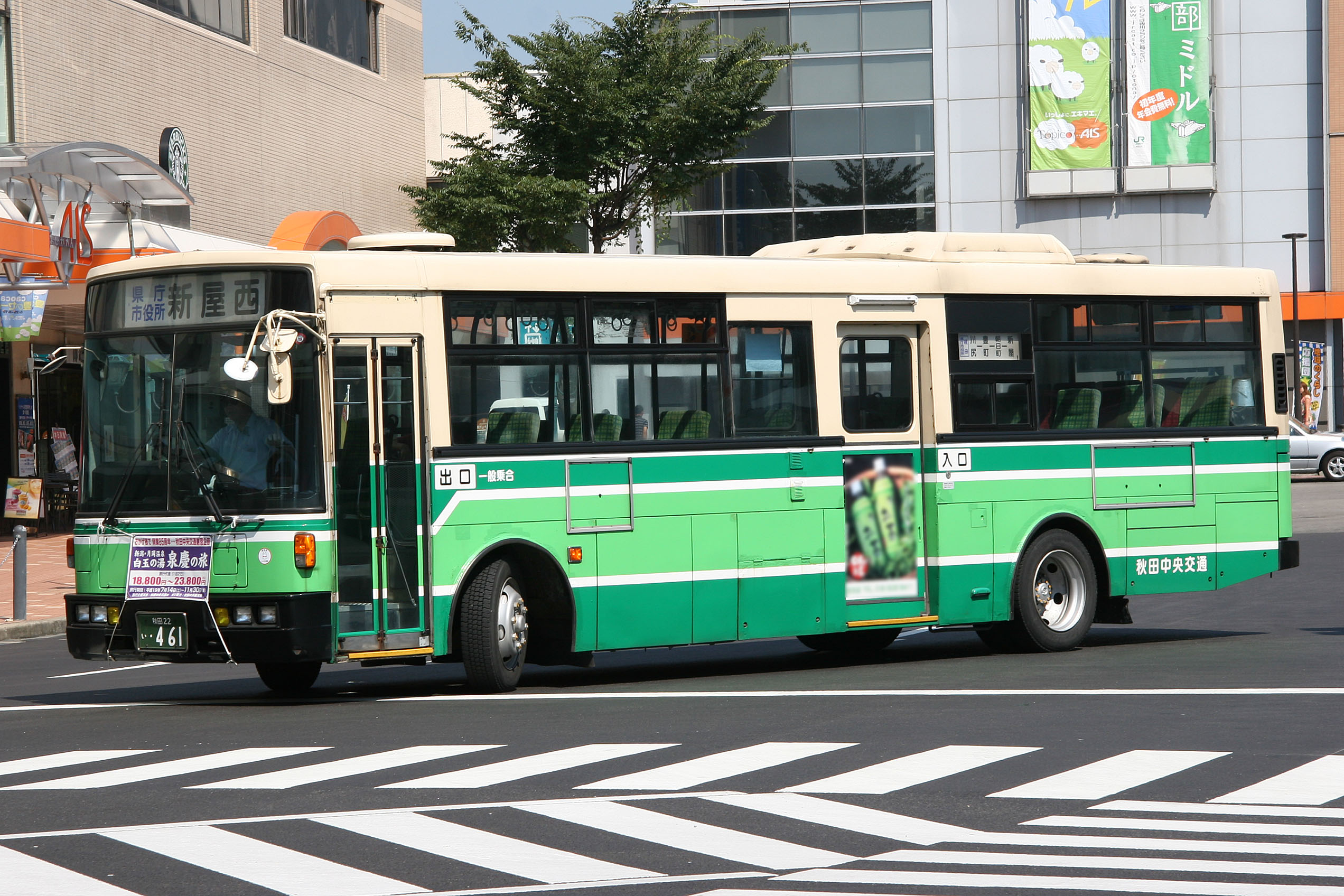
富士重工8E架装車 U-JP211NTN 秋田中央交通
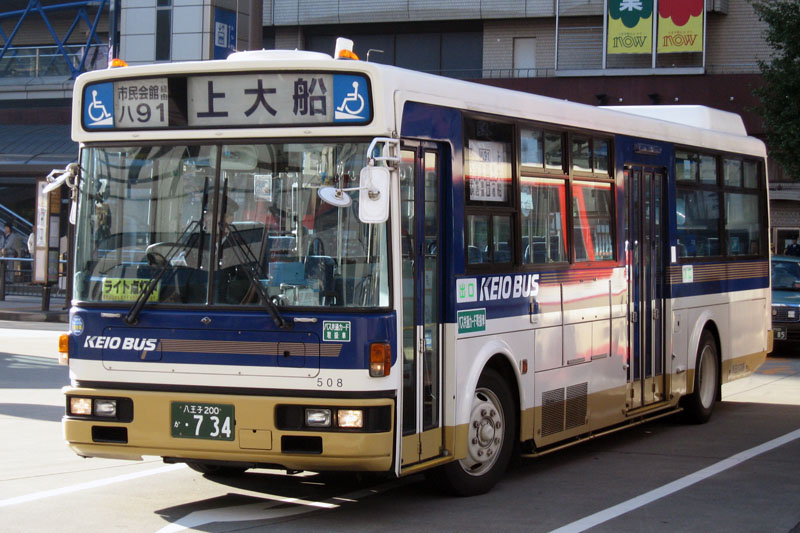
西日本車体工業架装車 U-JP211NTN 京王バス南
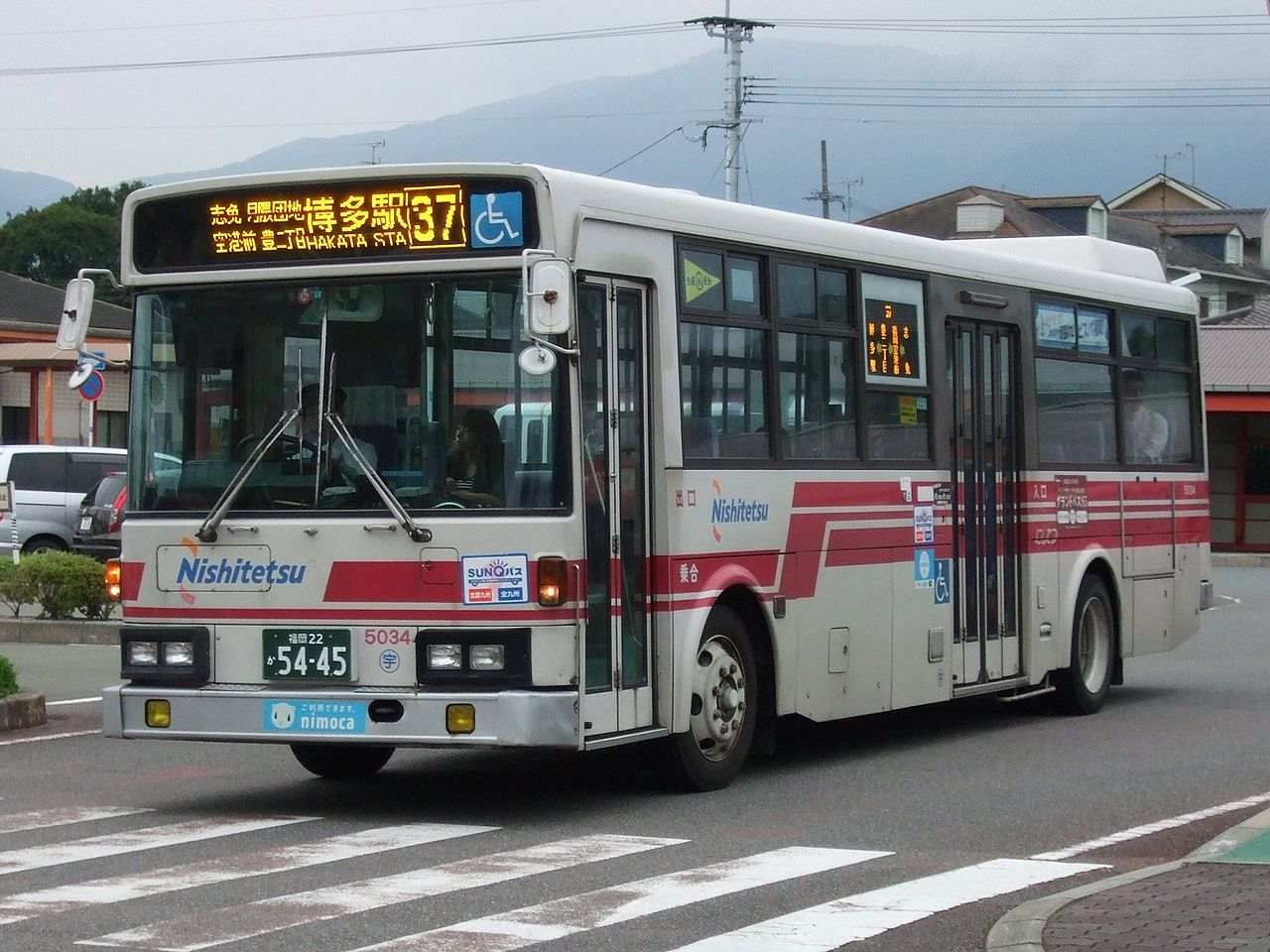
西日本車体工業架装車 西工B型スタイル U-JP211NTN 西日本鉄道

### KC-JP250NTN
1995年8月発売。短期規制（平成6年排出ガス規制）に対応したモデルで、エンジンはインタークーラーを追加し24バルブ化されたFE6TA型（235PS）に変更された。
富士重工8Eボディーを架装する場合は、多くがこの型式である。なお、関東バスと横浜市交通局には軸間距離を短縮した車両を、また新潟交通には、通常の大型車用のタイヤを装備した特別仕様車を納入している。

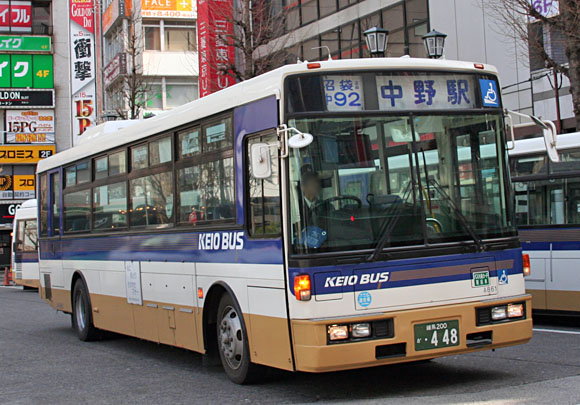
富士重工8E架装車 KC-JP250NTN 京王バス東
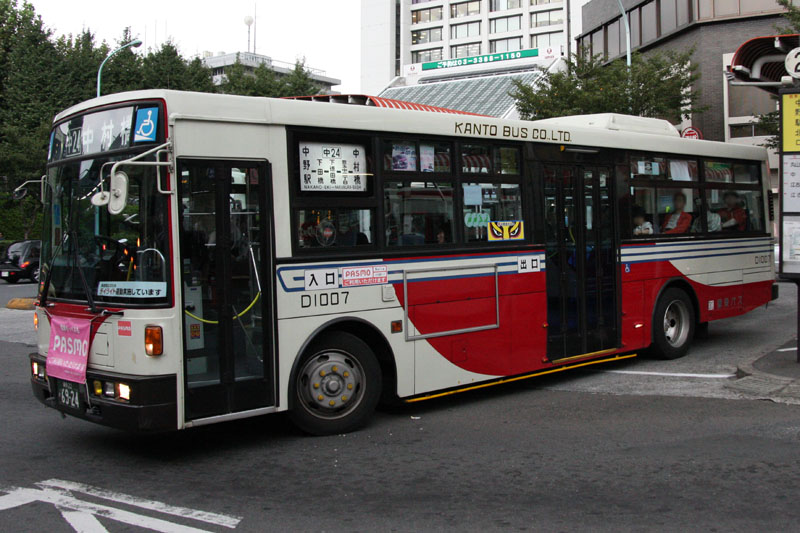
短軸間距離車 KC-JP250NTN改 関東バス
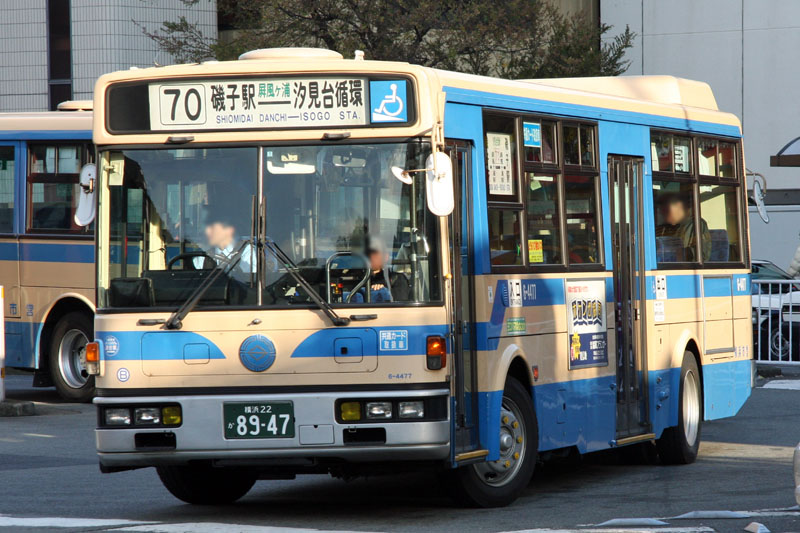
西日本車体工業架装車 KC-JP250NTN 横浜市交通局

### KL-JP252系
1999年8月発売。長期規制（平成11年排出ガス規制）対応モデルで、エンジンは改良により、最高出力が240PSに引き上げられている。
この代で車体長10.2m（L尺）モデルとエアサス仕様（末尾記号LAN/NAN）が追加されたほか、KL-JP252NAN型の改造扱いで床面高さ33cmのノンステップ仕様が生産開始されている。
本系列ではすべて西工製車体で製造され、富士重工製での導入例は無い。西日本車体製ではほとんどがB型車体だが一部に日デオリジナル車体の車両が存在する。
KL-JP252LAN型は13台納入されたのみである等新規設定されたL尺は極めて納入例が少なく、この代のみにとどまった。
|                        | 10.2m車     | 10.5m車           |
| ---------------------- | ----------- | ----------------- |
| エアサスワンステップ   | KL-JP252LAN | KL-JP252NAN       |
| リーフサスワンステップ | KL-JP252LSN | KL-JP252NSN       |
| エアサスノンステップ   |             | KL-JP252NAN（改） |

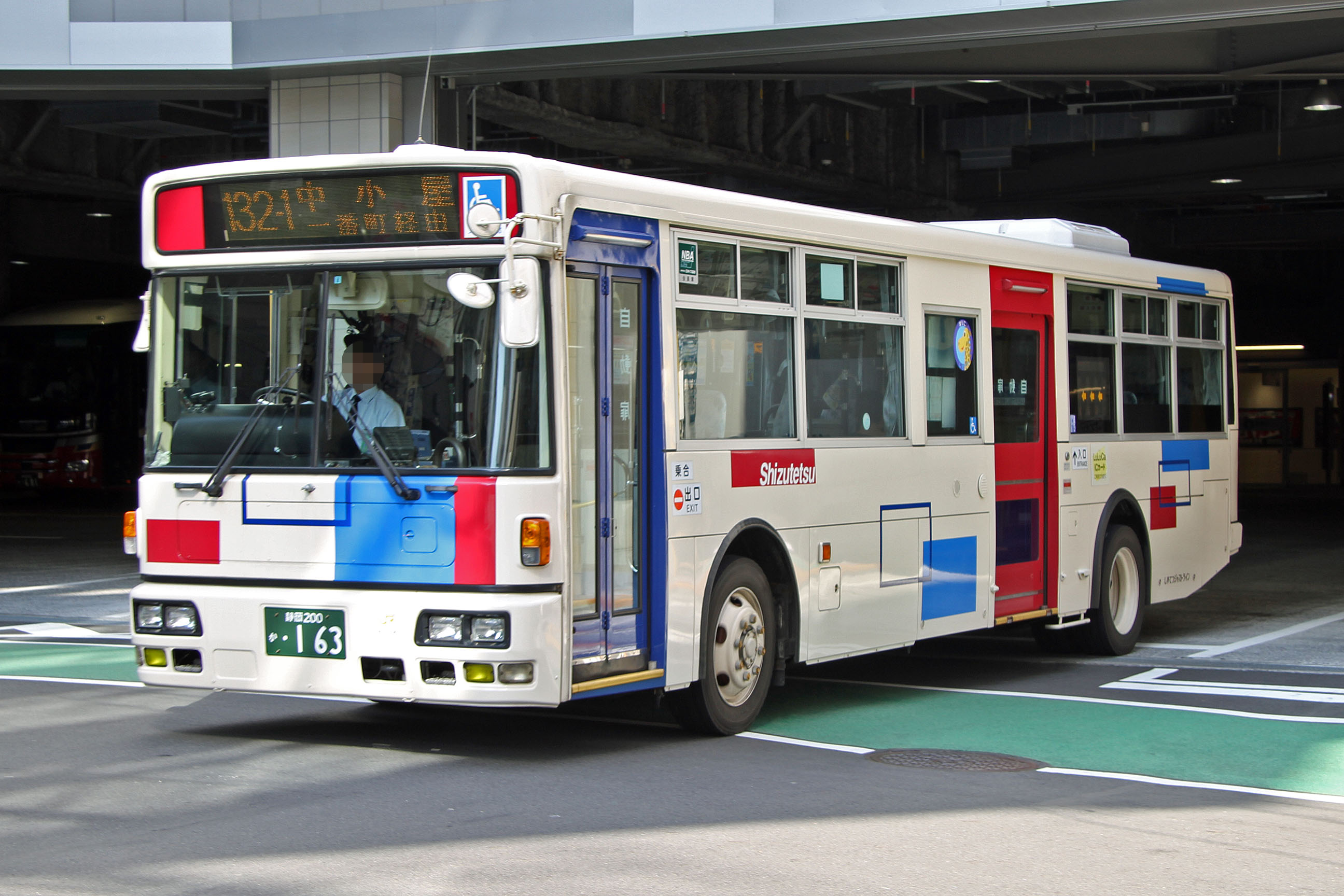
ノンステップバス KL-JP252NAN改 しずてつジャストライン
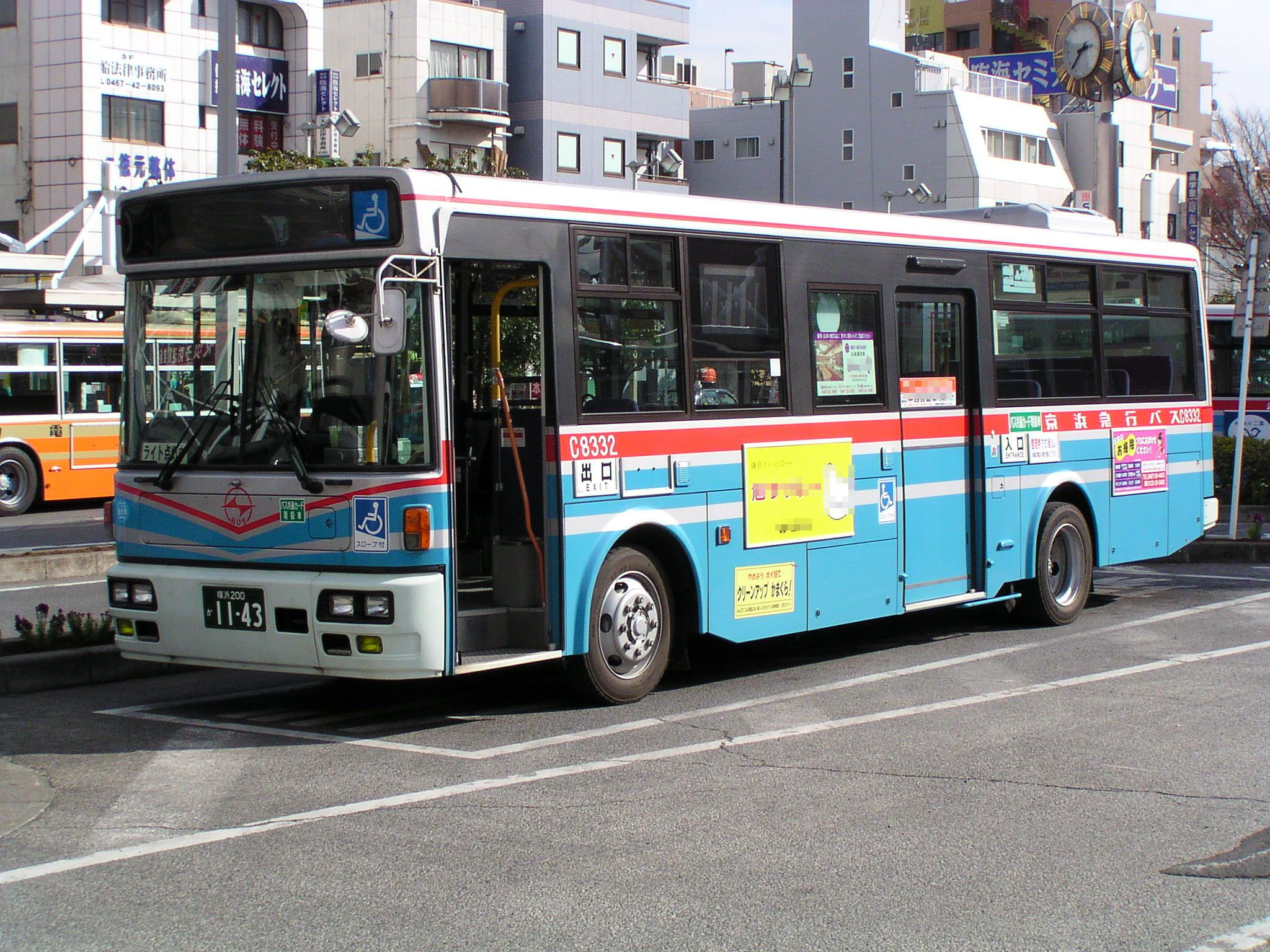
ワンステップバス KL-JP252LAN 京浜急行バス
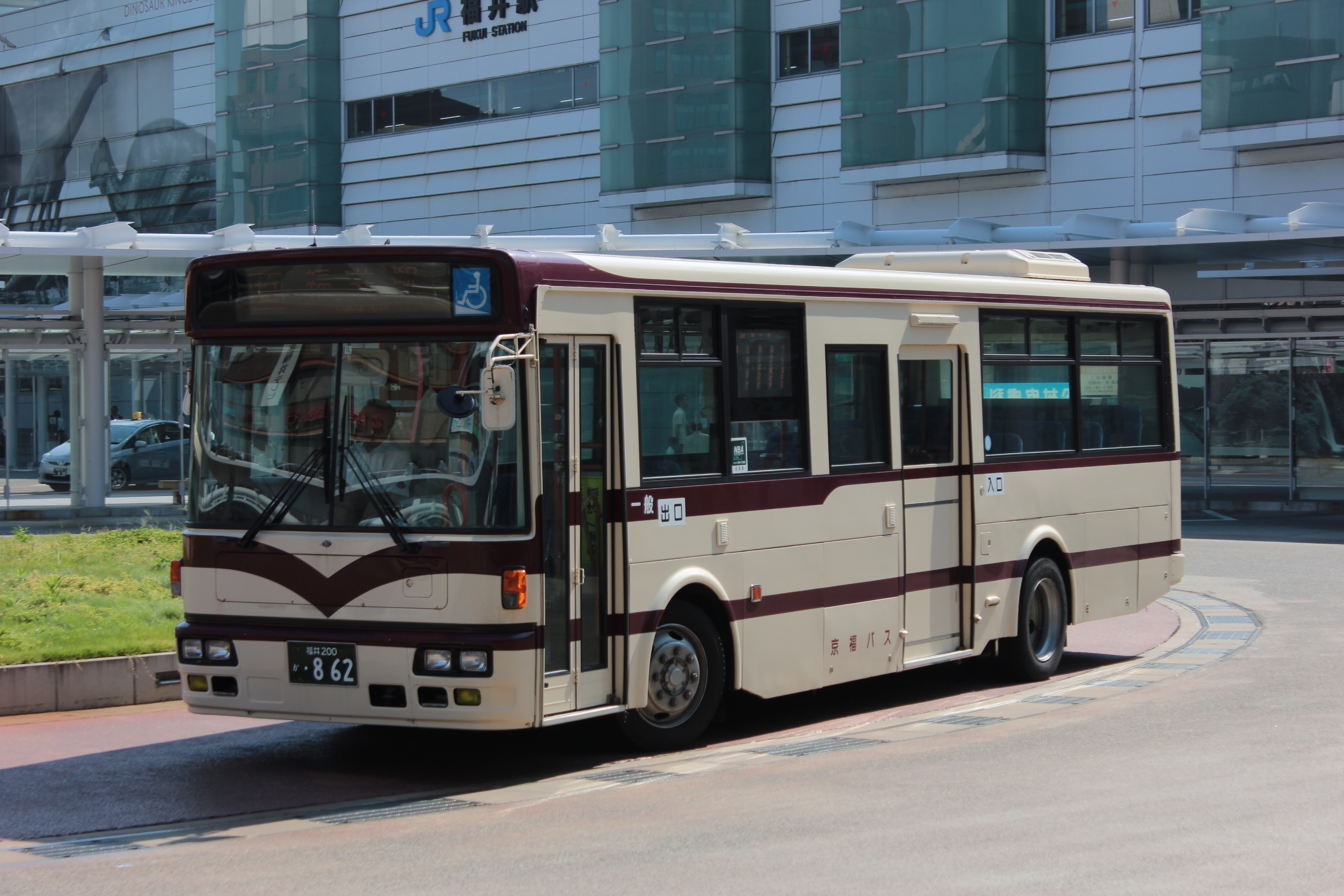
ワンステップバス KL-JP252LAN 京福バス

### PK-JP360NAN
2004年8月26日発売の新短期規制適合車。このモデルチェンジで、JP系のラインナップは車体長10.5mのエアサス車のみに整理され、リーフサス車や10.2m車（L尺）はカタログから姿を消した。
型式はPK-JP360NAN1種類となり、それまで改造扱いであったノンステップ車も改の名称がつかなくなり、ワンステップバスと統一された。日産ディーゼルの車体架装が西日本車体工業に集約されたことにより、車体は全て同社により架装される。
エンジンは日野自動車から供給を受けたJ07E-TC型（165kW＝225PS）になり、平成16年排出ガス規制に対し85％の粒子状物質（PM）低減レベルを達成、超低PM車となっている（☆☆☆☆適合）。またリアコンビネーションランプは灯火保安基準適合のため、縦向きのものとなった。
なお、それまで日産ディーゼルの路線バスは“ルートバス（ROUTE BUS）”と呼ばれ、それもバス事業者向けのカタログに記載されてはいるものの、一般的にはJP路線などと呼称されたが、2005年半ば以降は大型フルサイズ観光バス・スペースアロー＆スペースウィングを除く普通型路線・自家用・一般観光車はすべてスペースランナーと名づけられた。したがってスペースランナーJPとして全国で販売されることとなった。
この車両はそれまでJPを大量購入していた、京王電鉄バスグループが一切購入しないなど、生産台数が比較的少ない車種である。（京王は04、05年ともにKL-JPのみ購入）

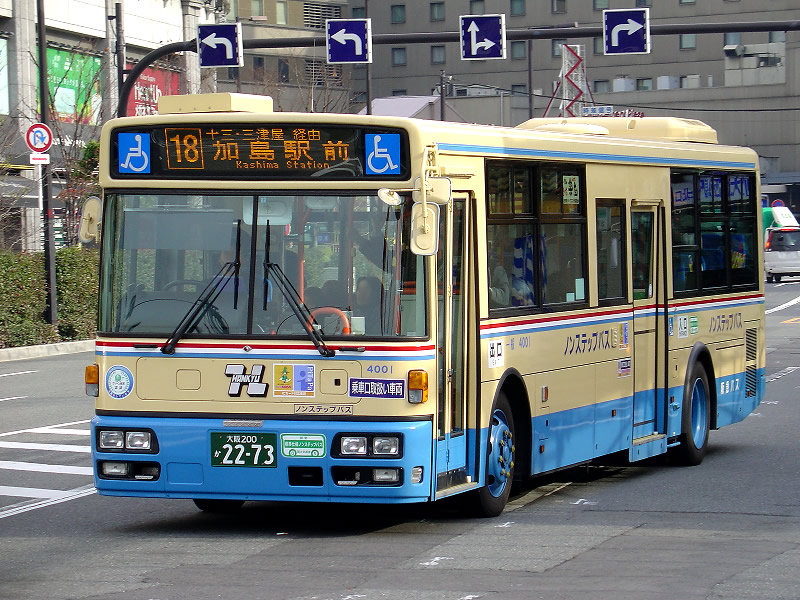
ノンステップバス PK-JP360NAN 阪急バス

### PDG-JP820NAN

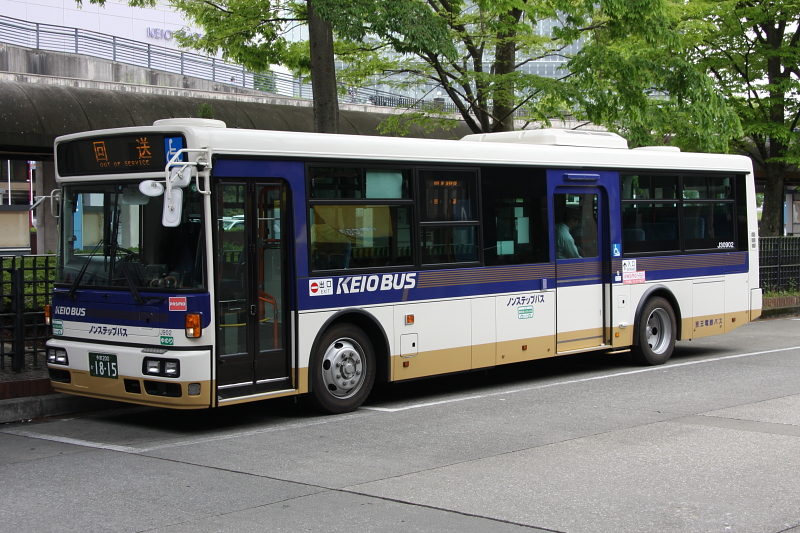
三菱ふそう・エアロミディ-S (PDG-AJ820NAN)。外観は上のスペースランナーJP とほとんど差異がない

2007年12月25日に発売開始された新長期規制適合車。基準に対してPMの10％減を達成している。排出ガス規制のため、前の車種から4ヶ月ほどの販売停止を経ての発売開始となった。

この車種から、日産ディーゼル工業と三菱ふそうトラック・バスのバス事業における業務提携が開始された。日産ディーゼル側が設計しているため、西日本車体工業で架装されているが、エンジンに関しては排出ガス後処理装置（再生制御式DPFなど）を含めて三菱ふそうから供給を受けており、同時期にモデルチェンジされたスペースランナーRMと同様の三菱ふそうの6M60（177kW/240PS）エンジンを搭載している。また、この車種は2008年1月31日から三菱ふそうにエアロミディ-SとしてOEM供給されている。
ホイールベースが前回と同一（5,560mm）の全長10.5mのN尺車、PDG-JP820NAN一種類の発売である。
三菱ふそうと車両が統一されたためか、リアコンビネーションランプはそれまでの縦型のものから、三菱ふそうのエアロミディシリーズと同様のリアバンパー内蔵の横長タイプになったほか、リアウィンドー下中央にLEDタイプのハイマウントストップランプが標準装備される。KL-JP系から3代連続の変更となる。
西日本車体工業のバス車体架装終了並びに解散に伴い、2010年8月に製造終了。

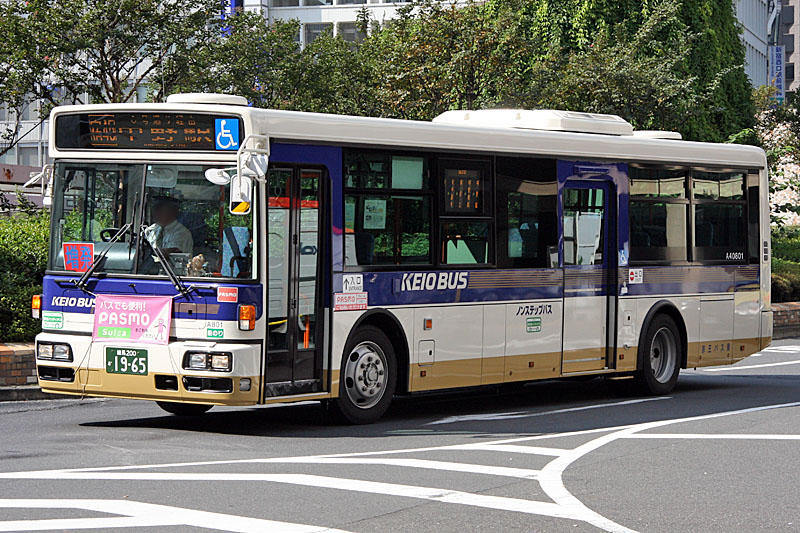
ノンステップバス PDG-JP820NAN 京王バス東
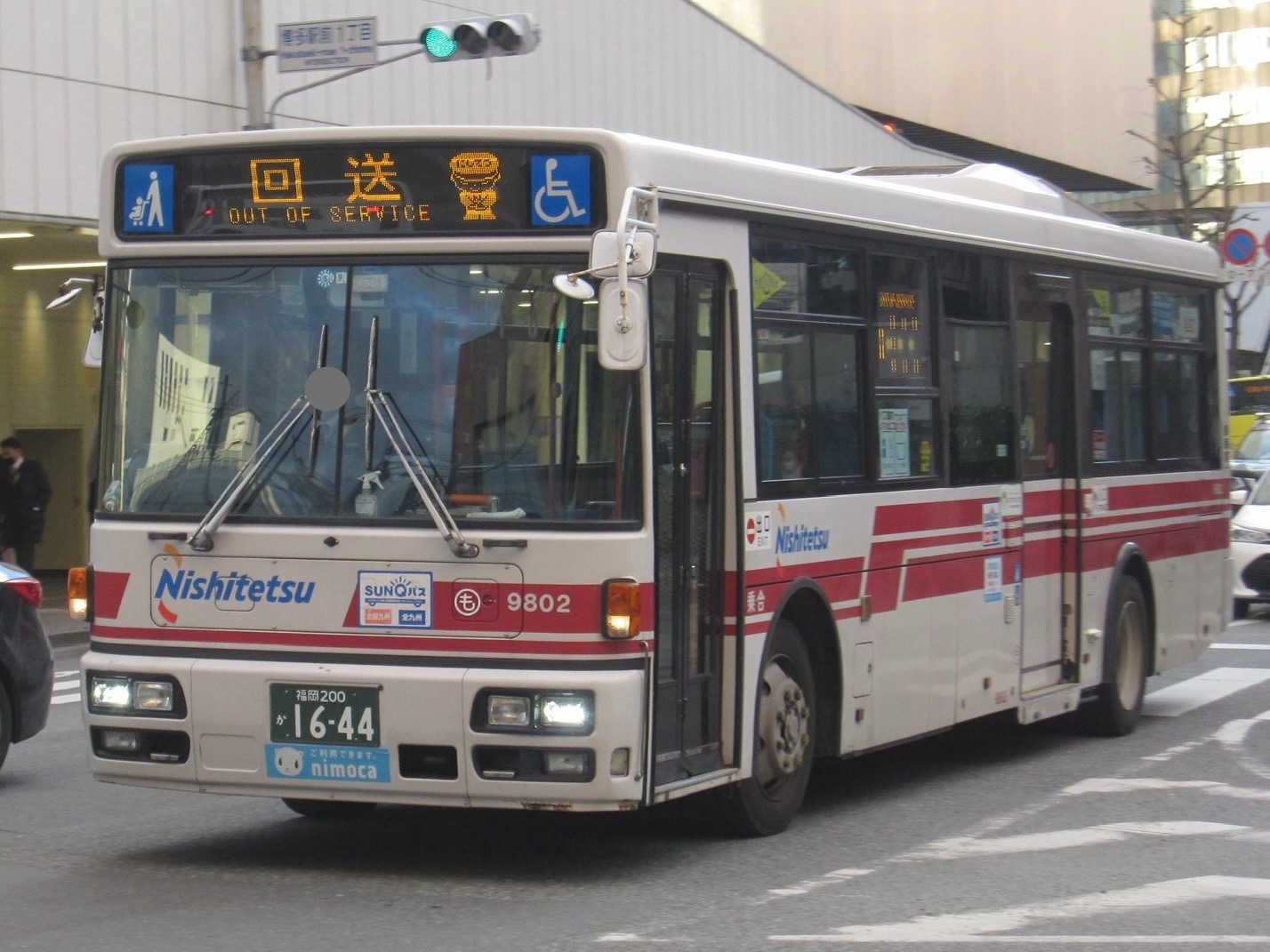
ノンステップバス PDG-JP820NAN 西日本鉄道

## 電気バスへの改造例
九州電力が玄海原子力発電所に併設している見学・PR施設「玄海エネルギーパーク」敷地内での運行用として、東京R&D・安川電機・ユアサコーポレーション・ニシム電子工業と共同で、KL-JP252LSNシャーシをベースにした電気バスを開発し、2000年3月に納入した。
この電気バスは最高速度80km/hでの走行が可能で、一回の充電で最長160kmもの距離を走行することができるなど、当時は国内最大級の性能を誇る電気バスであった。
また、車椅子での乗車が容易になるよう中扉にスロープが設置されているほか、ナンバープレートも交付されているため、公道を走行することも可能である。